# Watch
Als sistemes operatius Unix o Unix-like, l'ordre watch executa la comanda especificada repetidament i mostra el seu resultat per la sortida estàndard de forma que es pot observar les modificacions del resultat de l'ordre al llarg del temps. Per defecte el temps de repetició és cada 2 segons però aquest valor es pot canviar amb el paràmetre -n. Com la comanda s'executa amb sh -c, cal posar la comanda completa a executar juntament amb els seus paràmetres entre cometes (").

## Sintaxi
```
$ watch [
options
] 
command
 [
command options
]
```

## Exemples
Es pot fer una implementació similar a la l'ordre top executant:
```
$ watch "ps -eo user,pid,%cpu,vsz,tty,stat,start,time,command --sort=-%cpu"
```